# Семёновская (Сефтренское сельское поселение)
Семёновская — деревня в Верхнетоемском муниципальном округе Архангельской области России.

## География
Деревня находится в юго-восточной части Архангельской области, в подзоне средней тайги, в пределах северной окраины Восточно-Европейской равнины, на правом берегу реки Сефтры, на расстоянии примерно 17 километров (по прямой) к северо-западу от села Верхняя Тойма, административного центра округа. Абсолютная высота — 76 метров над уровнем моря.

### Часовой пояс
Семёновская, как и вся Архангельская область, находится в часовой зоне МСК (московское время). Смещение применяемого времени относительно UTC составляет +3:00.

## Население
| 2002 | 2010 | 2012 |
| ---- | ---- | ---- |
| 0    | →0   | →0   |